# Jaapiales
Jaapiales là một bộ nấm trong lớp Agaricomycetes (phân lớp Agaricomycetidae). Chi điển hình trong bộ nấm này là Jaapia, đã được nhà nghiên cứu người Ý, Giacomo Bresadola miêu tả khoa học lần đầu tiên vào năm 1911. Jaapia chứa hai loài phân bố rộng rãi trên thế giới là J. argillacea và J. ochroleuca.